# 石遷高
石遷高（1504年—？），字謙甫，號易庵，山東恩縣人，明朝政治人物。

## 生平
嘉靖七年（1528年）戊子科山東鄉試第三十九名。嘉靖八年（1529年）登會試第二百十五名，廷試三甲進士。授内黄縣知縣，十四年十一月选授工科給事中，十五年五月差往甘肃查核钱粮，十六年十月升户科右，嘉靖十七年（1538年）任直隸大名府知府。升江西按察司副使，二十三年正月升河南左參政，二十四年四月陞陝西按察使。歷升四川左布政使，二十八年五月官至都察院右副都御史、巡撫山西，有貸廩救荒之功。

## 家族
曾祖石智；祖父石才廣；父石達。母趙氏。具庆下。